# 물꿩

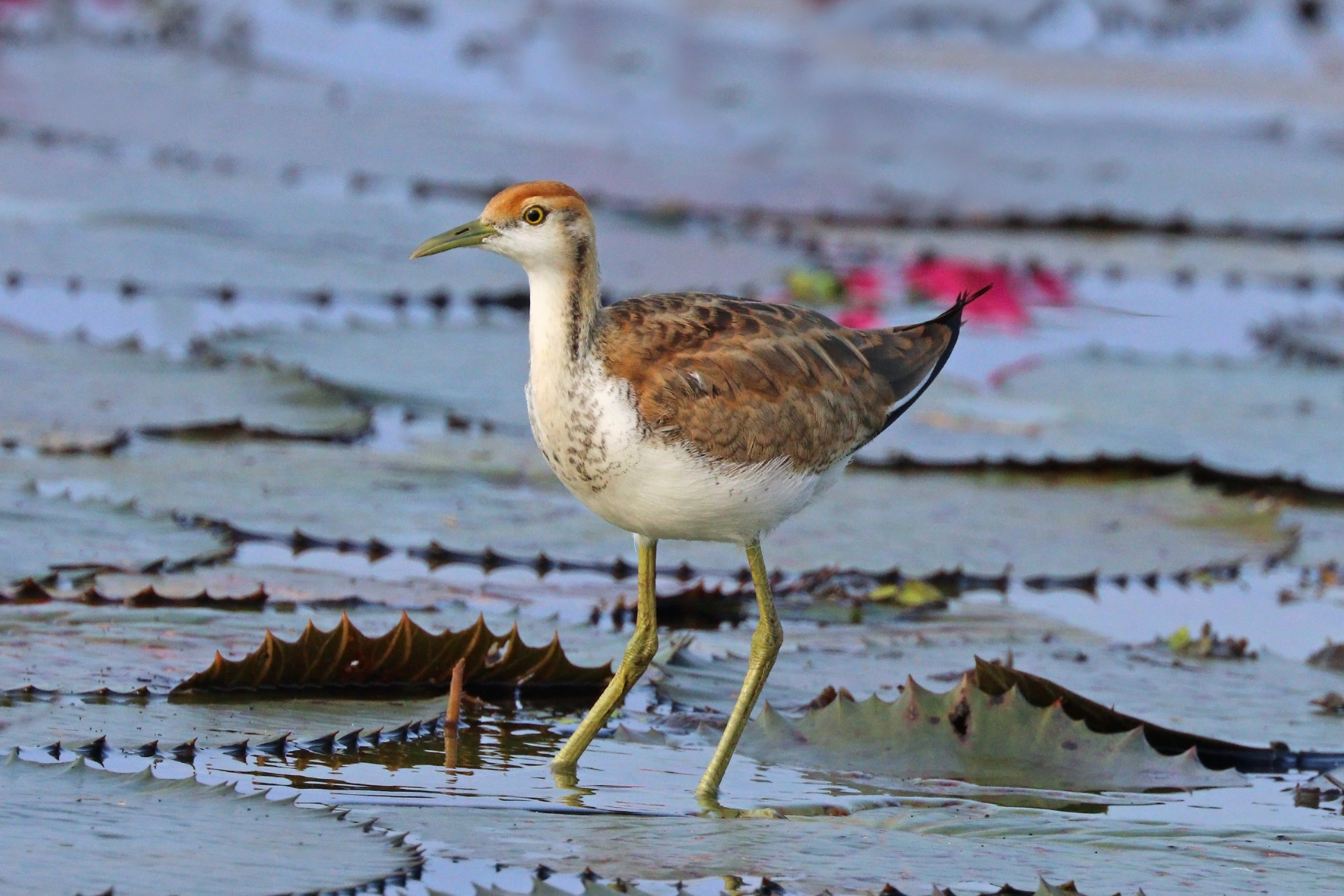
물꿩의 새끼

물꿩은 도요목 물꿩과의 새이다. 암컷은 수컷보다 더 화려하다.
물꿩의 몸길이는 약 39~58cm이며, 약 25cm는 꿩 같은 꼬리로 구성되어 있다. 수컷의 몸무게는 113~135g이고, 암컷의 몸무게는 205~260g이다.